# Südwestrundfunk

Publieke omroepen van de Duitse deelstaten

De Südwestrundfunk (SWR) is de publieke omroep van de Duitse deelstaten Baden-Württemberg en Rijnland-Palts. De SWR is lid van de ARD en ontstond op 1 januari 1998 uit een fusie van de Süddeutscher Rundfunk (SDR) en de Südwestfunk (SWF).
De SWR heeft naast studio's in Stuttgart, Mainz en Baden-Baden ook lokale studio's in Freiburg im Breisgau, Heilbronn, Karlsruhe, Mannheim, Tübingen, Ulm, Kaiserslautern, Koblenz en Trier.

## Televisie
- SWR Fernsehen, het derde openbare televisiekanaal in het zuidwesten van Duitsland.
- Op Das Erste vult de SWR 16,95% van de zendtijd in.
- Verder zijn SWR-programma's te zien op Phoenix (ARD-ZDF), KI.KA (ARD-ZDF), ARTE (Duits-Frans cultuurkanaal) en 3sat (cultuurkanaal van de ARD, ZDF, ORF, en SRG).

## Radio
- SWR1 - Zender gericht op volwassenen van 30 tot 55, met voornamelijk klassiekers uit de jaren '70, '80 en '90
- SWR2 - Discussiezender met klassieke muziek
- SWR3 - Zender gericht op jongeren en jongvolwassenen van 14 tot 40, met hits van dit moment, afgewisseld met klassiekers uit de jaren '80, '90 en '00
- SWR4 - Duitse hits met verschillende regionale versies
- SWR Info - Nieuwszender
- DASDING - Internetradio gericht op jongeren